# インターナショナルTVスクール YU CAN DO IT !
『インターナショナルTVスクール YU CAN DO IT ! 』は、TOKYO MXで、2014年4月5日から2015年6月27日まで毎週土曜日7:05 - 7:30に放送されていた子供向け英語教育番組である。
英語教育番組には極めて珍しく、完全英語のみの番組である。番組内の校長先生役はYUちゃんこと歌手でありバイリンガルの早見優が進行を務める。主な特徴としては、日本の子供たちにほんとうのネイティブイングリッシュの世界を体験してもらうことを目的として、テロップも全て英文である。また、取り上げる内容も日本の文化、行事、童謡、物語、あそびなどをテーマに、忘れかけた日本カルチャーを子供たちに英語で学ぶことができる。

## 出演者
- 校長：早見優
- 音楽の先生：グレッグ・アーウィン（童謡歌手）
- 生徒：KAIRIちゃん、MIAちゃん
- キャラクター：チキンちゃん

## テーマ曲
オープニング＆エンディング
チキンダンス
これはアメリカ人なら誰もが聞いたことがあると言われているポルカで、この曲に合わせたシンプルなダンスをアメリカの結婚式では参列した人が定番で踊ることがある。

## スタッフ
- 制作著作　TOKYO MX/Denetsu
- 制作協力　CAL

## 参照
1. ↑  TOKYO MX 公式ウェブサイト2014年4月18日閲覧